# Hobulaiu
Hobulaiu is een plaats in de Estlandse gemeente Haapsalu, provincie Läänemaa. De plaats heeft de status van dorp (Estisch: küla) en bestaat uit het eiland Hobulaid met wat zeer kleine onbewoonde eilandjes eromheen, waaronder Hülgerahu, Leetseljarahu en Varsarahu. Van die eilandjes is Varsarahu met 1,0 ha het grootst.
Tot in oktober 2017 behoorde Hobulaiu tot de gemeente Ridala. In die maand werd Ridala samengevoegd met de stad Haapsalu tot de gemeente Haapsalu.
De eilandjes die het dorp vormen vallen onder het beschermde natuurgebied Väinamere hoiuala, dat vernoemd is naar Väinameri, het deel van de Oostzee waarin de eilandjes liggen. Daarnaast is het hoofdeiland Hobulaid (89 ha) een recreatie-oord. Er staan vakantiehuisjes.

## Bevolking
In 2000 had het dorp geen permanente bewoners meer. De volkstelling van 2011 leverde ook een inwonertal van 0 op. Volgens een document van het Estisch bureau voor de Statistiek uit 2017 had het eiland Hobulaid op dat moment één permanente bewoner. In 2021 gaf het Estisch bureau voor de Statistiek het aantal inwoners op als ‘< 4’.

## Geschiedenis
Hobulaiu werd pas in 1997 geregistreerd als apart dorp. Tot 1977 viel het eiland Hobulaid onder Nõmme, het dichtstbijzijnde dorp op het vasteland. Toen Nõmme in 1977 bij Rohuküla werd gevoegd, ging Hobulaid mee. In 1997 werden de grenzen tussen de dorpen in Estland opnieuw vastgelegd. Daarbij kwamen veel verdwenen dorpen terug (waaronder Nõmme) en werden ook een paar nieuwe gesticht, waaronder Hobulaiu. Hobulaiu, de genitief van Hobulaid, werd de naam van het dorp.

## Foto's

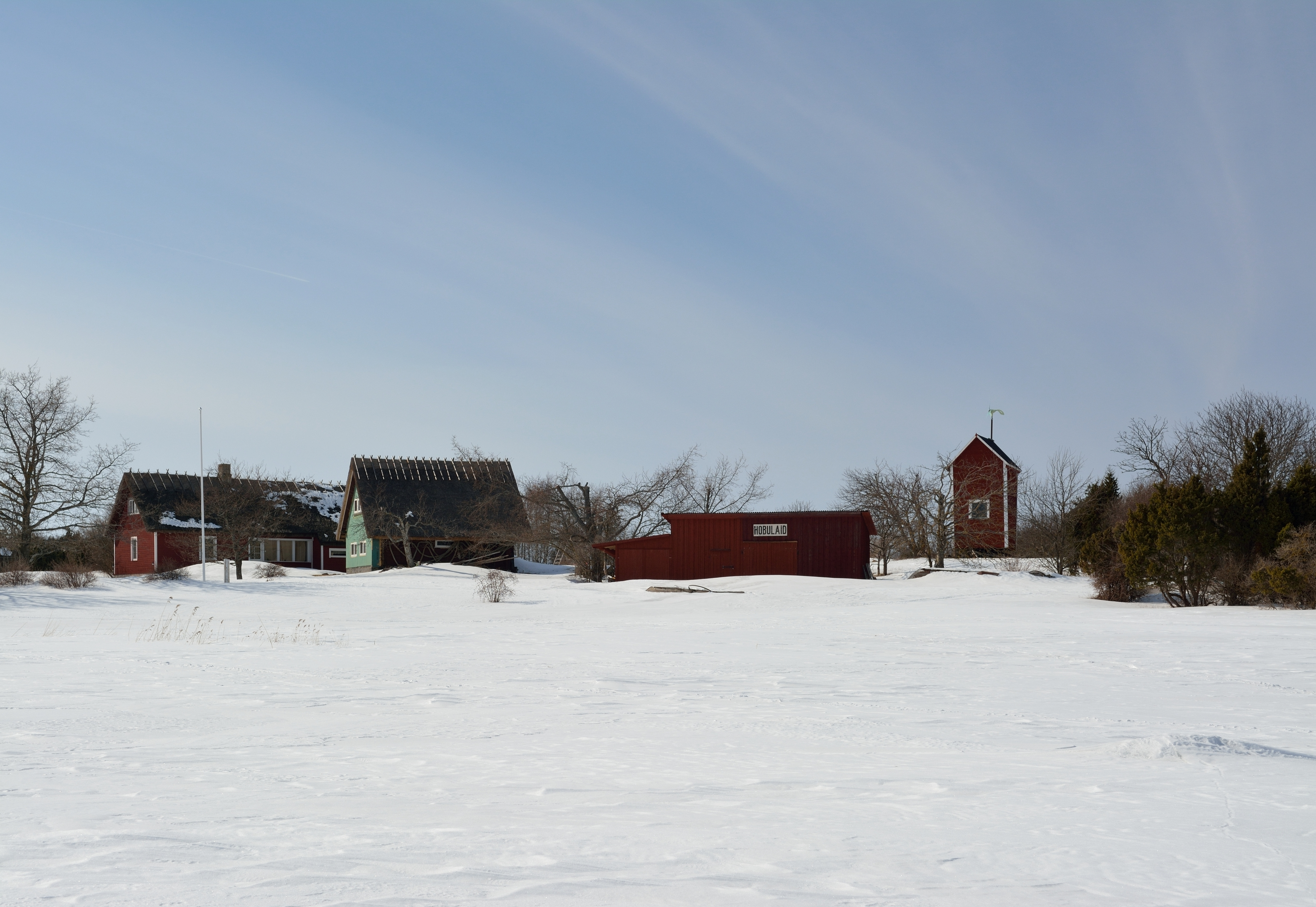
De vroegere dorpskern
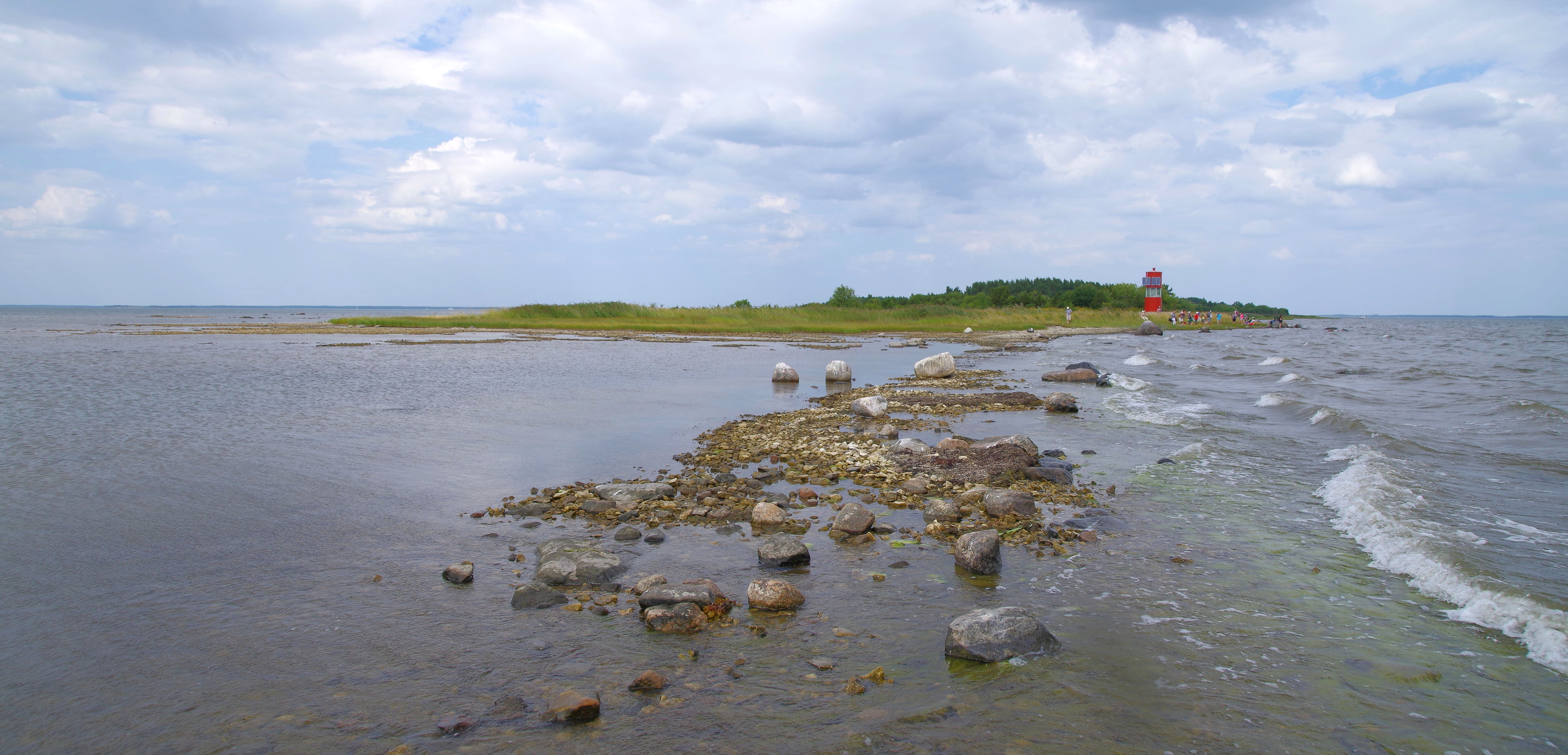
De zuidkant van het eiland met de vuurtoren
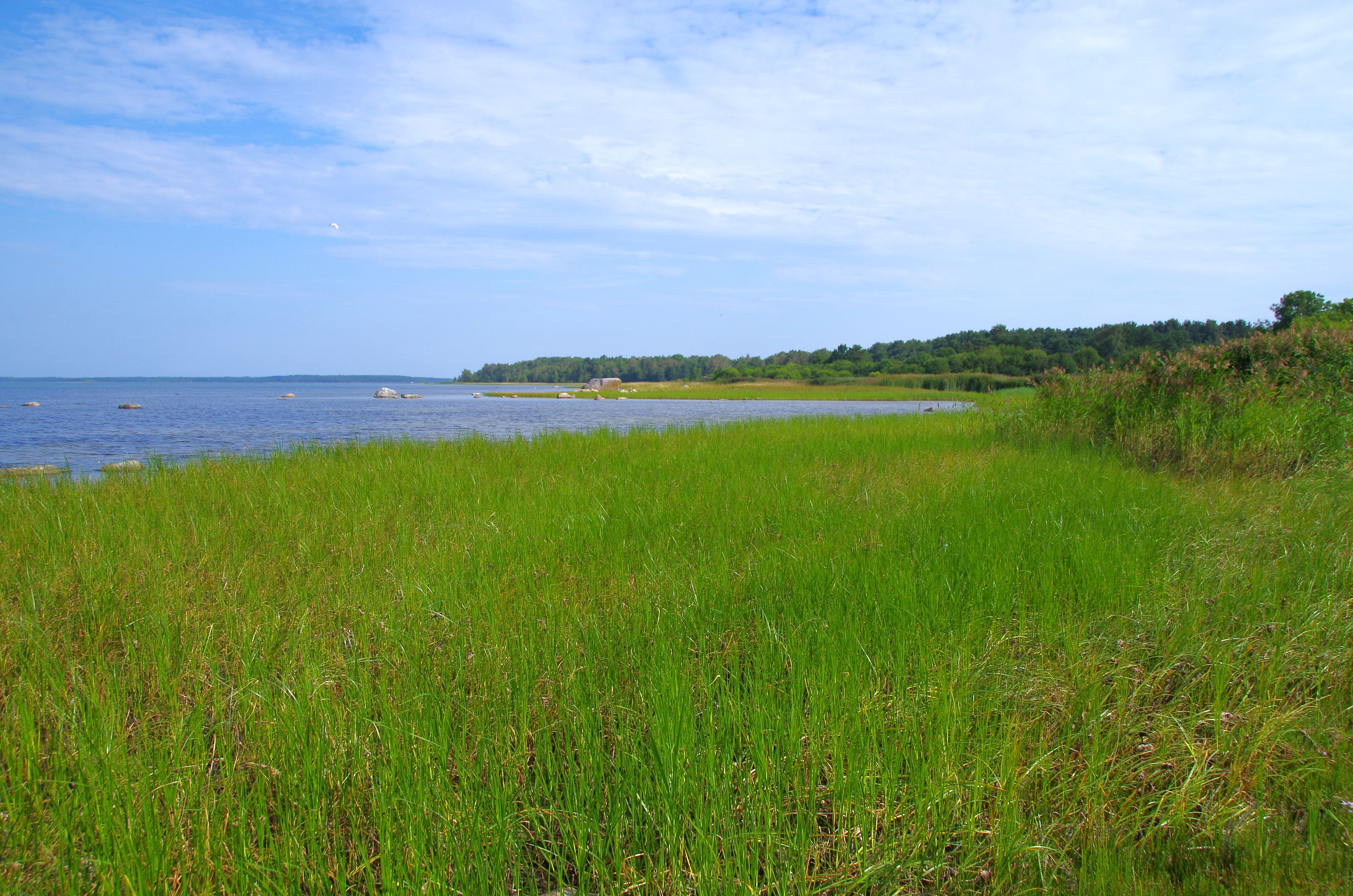
De kust
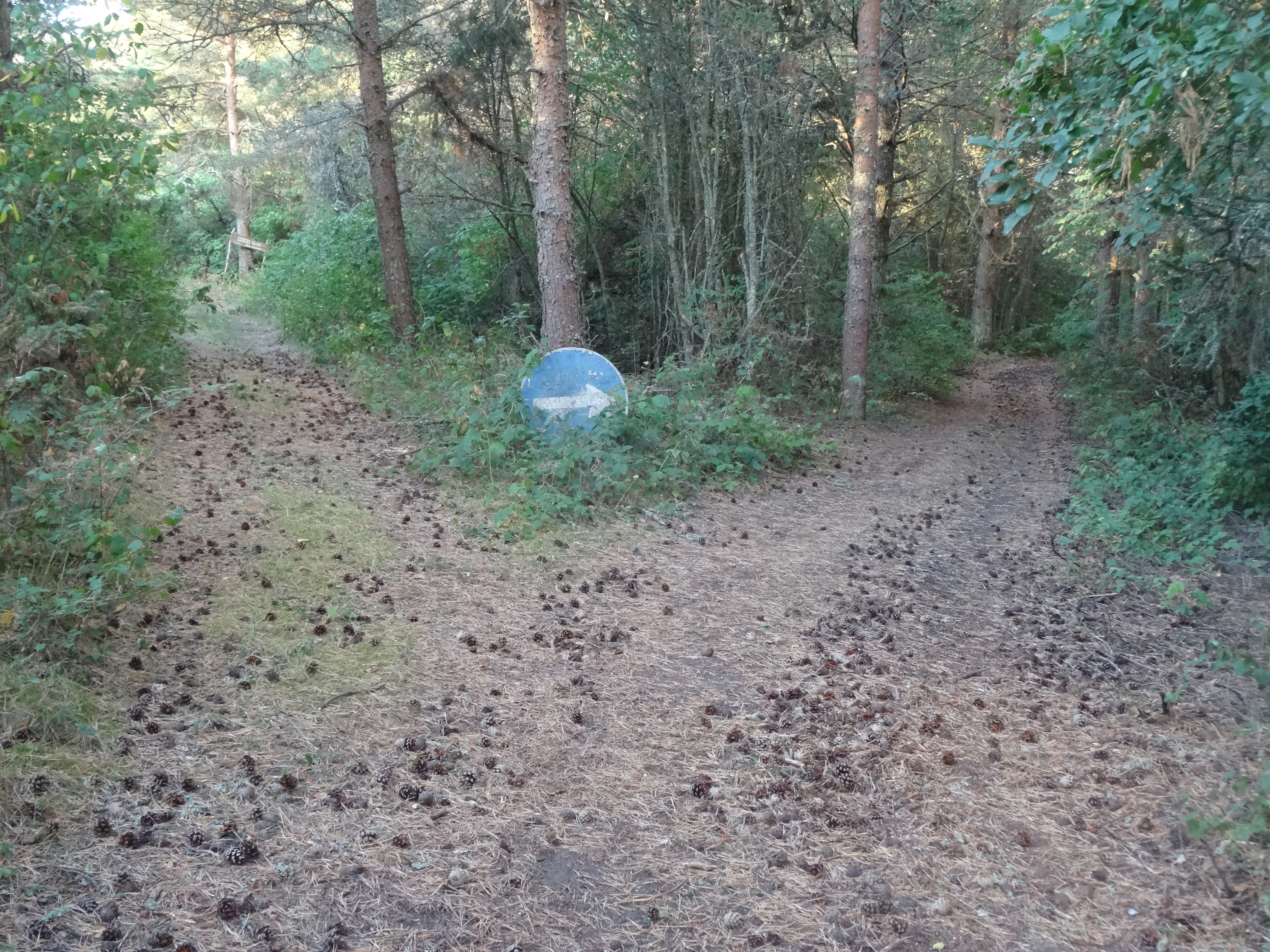
Splitsing in het bos